# Frifelt
Frifelt is een plaats in de Deense regio Zuid-Denemarken, gemeente Tønder, en telt 264 inwoners (2007).